# 平井信四郎
平井 信四郎（ひらい のぶしろう、1875年（明治8年）6月8日 - 1941年（昭和16年）12月26日）は、日本の実業家、政治家。衆議院議員（3期）、岐阜県可児郡上之郷村長。

## 経歴
岐阜県可児郡上之郷村（現御嵩町）で平井儀三郎の二男として生まれた。酒造業を営む。上之郷村会議員、同村長、可児郡会議員、岐阜県会議員、同参事会員、同副議長、同議長、所得税調査委員、東美鉄道、東濃石材工業、鬼岩温泉各(株)社長、美濃合同銀行取締役となる。
1928年の第16回衆議院議員総選挙において岐阜3区から立憲政友会公認で立候補して初当選。以来連続3回当選した。1930年の第17回衆議院議員総選挙で再選。1932年の第18回衆議院議員総選挙で三選。1936年の第19回衆議院議員総選挙には出馬しなかった。1941年死去。